# 唐納德 (英國駐華大使)
唐納德爵士，KCMG（英語：Sir Alan Ewen Donald，1931年5月5日—2018年7月14日），英國外交官，劍橋大學畢業，1954年加入外交部，1974年至1977年為香港總督麥理浩爵士擔任港府政治顧問，1984年至1988年出任英國駐印尼大使，1988年至1991年任英國駐華大使。退休後曾於1994年至2004年擔任匯豐中國基金董事。